# Lemuel Francis Abbott
Lemuel "Francis" Abbott (1760 - 5 de dezembro de 1802) foi um artista inglês, famoso por seus quadros de Horatio Nelson, 1 º Visconde Nelson (um deles atualmente pendurado no quarto de Terracota no 10 Downing Street) e para aqueles de outros oficiais da Marinha e figuras literárias do século XVIII.

## Biografia
Nascido em Leicestershire, em 1760 ou 1761, era filho do clérigo Lemuel Abbott e sua esposa Mary. Em 1775 tornou-se discípulo de Francis Hayman e se radicou em Londres.
Ainda que tenha exibido parte de seu trabalho na Academia Real Inglesa, Abbott nunca chegou a graduar-se como acadêmico. São conhecidos os retratos que fez de outros oficiais da Armada além do Almirante Nelson e várias figuras literárias de renome do século XVIII.[carece de fontes?]
Ele foi à loucura quando ele tinha cerca de quarenta anos de idade e começou a ser atendido por Thomas Munro (1759-1833), médico chefe do Hospital Bethlem e especialista em transtornos mentais. Munro também tratou os problemas de loucura do rei Jorge III do Reino Unido (1738-1820).
Lemuel Abbott morreu em Londres em 5 de dezembro de 1802.

## Galeria

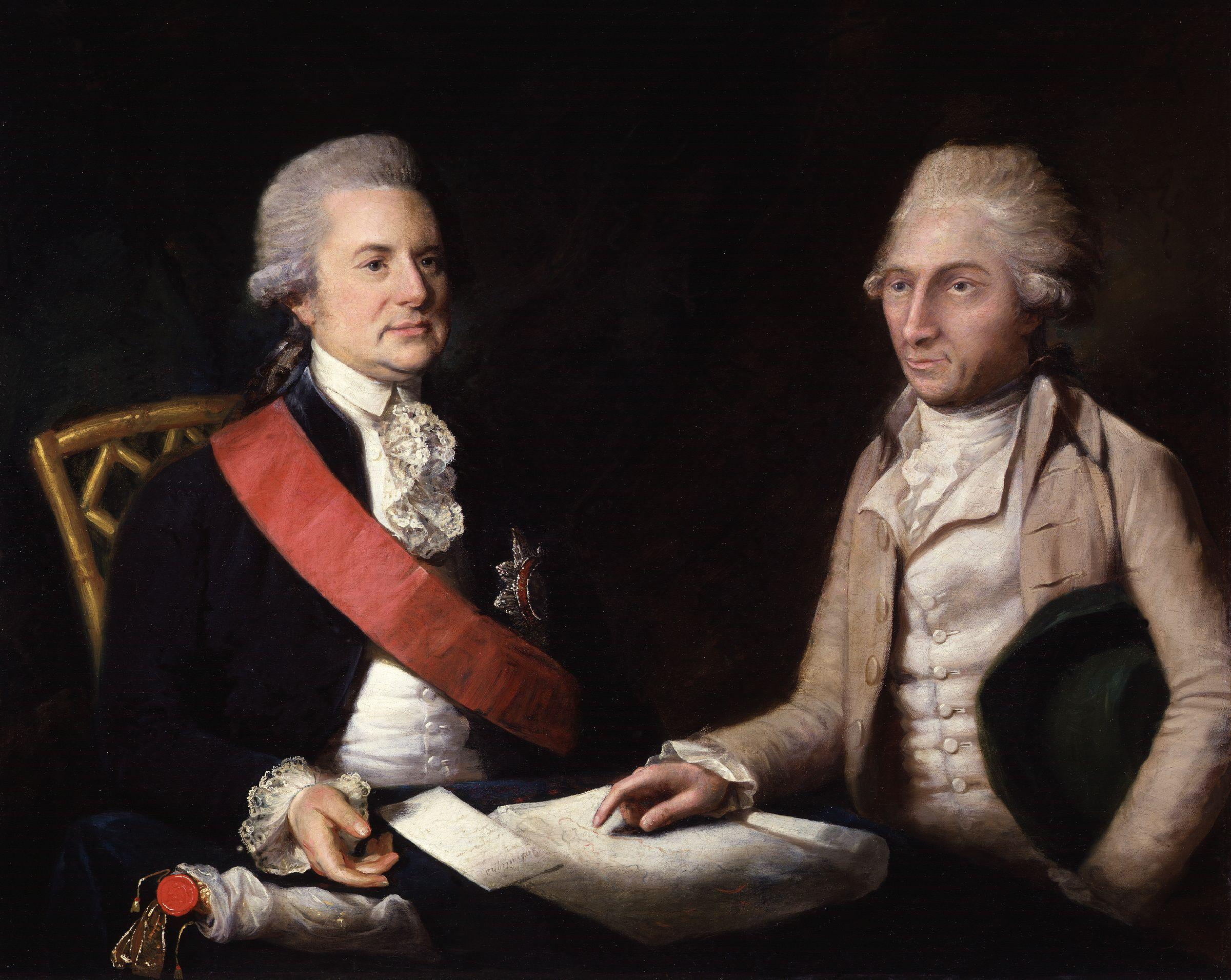
George Macartney, 1.º Conde Macartney e Sir George Staunton, 1.º Baronete
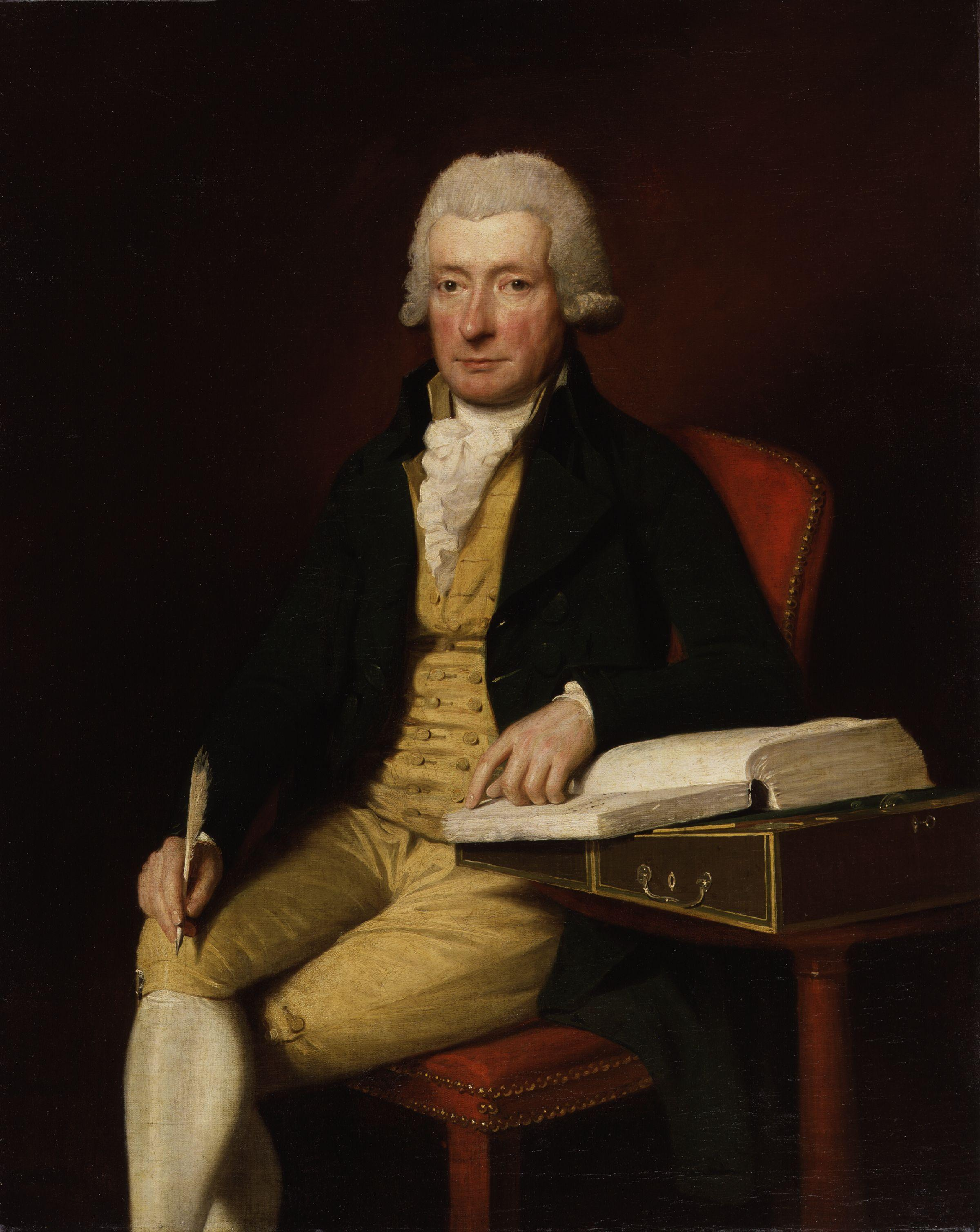
William Cowper
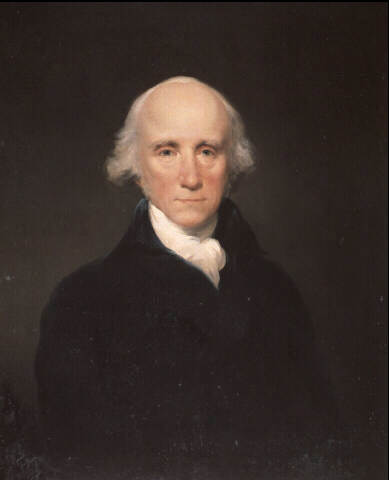
Warren Hastings